# Pussy Riot
Pussy Riot je ruska feministička protestna punk rock i performans grupa sa sjedištem u Moskvi. Osnovana je u kolovozu 2011. i uključuje otprilike 11 članica (broj je promjenjiv) u rasponu od 20 do 33 godine (podatak iz 2012.). Grupa je organizirala neovlaštene provokativne gerilske svirke na javnim mjestima. Nastupi su snimljeni kao glazbeni spotovi i objavljeni na internetu. Teme njihovih pjesama uključivale su feminizam, LGBT prava, protivljenje ruskom predsjedniku Vladimiru Putinu i njegovoj politici i Putinove veze s vodstvom Ruske pravoslavne crkve.
Grupa je postala globalno poznata kada je pet članica grupe priredilo nastup unutar moskovske Katedrale Krista Spasitelja 21. veljače 2012. Pravoslavno svećenstvo osudilo je nastup kao svetogrđe, a na kraju su ih zaustavili pripadnici osiguranja. Žene su rekle da je njihov prosvjed bio protiv potpore čelnika pravoslavne crkve Putinu tijekom njegove predizborne kampanje. Dana 3. ožujka 2012. dvije članice grupe, Nadežda Tolokonikova i Marija Aljokina, uhićene su i optužene za huliganstvo. Treća članica, Ekaterina Samučević, uhićena je 16. ožujka. Zadržane su u pritvoru do početka suđenja krajem srpnja, bez mogućnosti jamčevine. 17. kolovoza 2012. osuđene su za "huliganstvo motivirano vjerskom mržnjom", svaka na dvije godine zatvora. Ekatarina Samučević je, nakon žalbe, 10. listopada puštena iz zatvora s uvjetnom kaznom, a kazna za ostale je potvrđena.
Suđenje i kazna izazvali su veliku pozornost i kritike, osobito na Zapadu. Slučaj su podržale mnoge organizacije za ljudska prava, uključujući Amnesty International, koji je žene proglasio zatvorenicama savjesti, i niz istaknutih poznatih osoba. Javno mišljenje u Rusiji je prema njima pokazalo puno manje suosjećanja. Nakon što su odslužile 21 mjesec, Tolokonikova i Aljokina su amnestirane i puštene na slobodu 23. prosinca 2013.

Govoreći podjednako zapadnoeuropskoj i sjevernoameričkoj publici kao i ruskoj publici, Pussy Riot je predvidjela pobjedu Donalda Trumpa dva tjedna prije samih predsjedničkih izbora u Sjedinjenim Državama 2016. i objavila video Make America Great Again, koji prikazuje distopijski svijet u kojem predsjednik Trump, uz pomoć svojih sljedbenika, nameće svoja uvjerenja premlaćivanjem, osuđivanjem i obilježavanjem. Opisujući video, časopis Rolling Stone je primijetio da je "užurbana, bezbrižna glazba u suprotnosti s brutalnim događajima prikazanim na ekranu". 

## Članstvo
Grupu je pokrenulo 15 žena, i iako ne postoji službeni sastav i članice tvrde da se svatko može pridružiti, obično ima između 10 i 20 članica. Članice preferiraju anonimnost, poznate su po tome što nose balaklave jarkih boja prilikom nastupa i koriste pseudonime kada daju intervjue. U početku je grupa bila relativno nepoznata, to se promijenilo nakon nastupa u veljači 2012. u moskovskoj Katedrali Krista Spasitelja. Nakon toga tri su članice: Marija Aljokina, Ekaterina Samučević i Nadežda Tolokonikova javno identificirane i osuđene za huliganstvo motivirano vjerskom mržnjom. Preostale dvije članice pobjegle su iz zemlje i nikada nisu imenovane.
Tolokonikova se smatra licem grupe. Rođena je u Norilsku i studirala je na Moskovskom državnom sveučilištu. Tolokonikova i njezin tadašnji suprug Petar Verzilov bili su članovi Voine od 2007. Bili su uključeni u provokativne umjetničke performanse koje su uključivale crtanje 65 metarskog penisa na mostu i javni seks u moskovskom biološkom muzeju. Aljokina je samohrana majka, pjesnikinja i bila je ekološka aktivistica. Bila je studentica na Institutu za novinarstvo i kreativno pisanje u Moskvi.
Samučević se pridružila Voini 2008., u isto vrijeme kada i Aljokina. Ona je računalni programer i bila je članica moskovske Rodčenko škole fotografije i multimedije. Njezina je kazna promjenjena u uvjetnu, a nakon puštanja na slobodu nestala je iz javnosti.
Nakon izlaska iz zatvora, Tolokonikova i Aljokina su rekle da više nisu članice grupe, iako su se pojavljivale na raznim događanjima diljem svijeta pod imenom Pussy Riot. Ostale članice pokušale su se distancirati od njih dvije, govoreći da, iako im je drago zbog njihovog izlaska, ne podržavaju korištenje Pussy Riota za zaradu od pjesama i turneja. Kako ih nisu uspjele spriječiti da koriste ime Pussy Riot, grupu su proglasili mrtvom.
Godine 2015. Tolokonikova i Aljokina krenule su svaka svojim putem i iako i dalje slijede slične puteve i održavaju kontakte, Pussy Riot neki vide više kao Tolokonikovin projekt nego kao kolektiv od kojeg je sve započelo. Aljokina je stvorila vlastitu emisiju Pussy Riot: Riot Days, koja govori o njezinom životu ruske aktivistice. Tijekom finala FIFA Svjetskog prvenstva 2018., članovi koji su se identificirali s grupom upali su na teren noseći policijske uniforme kako bi protestirali protiv nezakonitih uhićenja. Bili su to Verzilov, studentica ekonomije Veronika Nikulšina, novinarka Olga Kuračjova i Olga Pakhtusova.

## Glazba i performans
U intervjuu za Gazeta.ru, članica benda opisala je njihove dvominutne koncerte kao umjetnost performansa, stvarajući slike „čistog protesta, govoreći: super heroji u balaklavama i jarkim hulahopkama zauzimaju javni prostor u Moskvi." Druga članica, s pseudonimom Garađa, izjavila je za Moskovske novosti da je grupa otvorena za žene s ograničenim glazbenim talentima. Rekla je: „Ne moraš baš dobro pjevati. To je punk. Samo puno vrištiš."

## Kostimografija
Kostimi su obično bile haljine i tajice jarkih boja, čak i po jako hladnom vremenu, s licima maskiranim balaklavama. Tijekom intervjua koristili su nadimke poput „Mačka", „Terminator" i „Blondie".

## Ideologija

### Civilno društvo
U intervjuu za The St. Petersburg Times, grupa je objasnila svoje političke stavove, rekavši da se kreću od anarhističke do liberalne ljevice, ali da su sve ujedinjene feminizmom, anti-autoritarizmom i opozicijom Putinu, kojeg članice smatraju nastavkom „agresivne imperijalističke politike" Sovjetskog Saveza. Interesi grupe su obrazovanje, zdravstvena skrb i centralizacija moći, a grupa podržava regionalnu autonomiju i lokalno organiziranje. Članice smatraju da su neodobreni skupovi temeljni princip, rekavši da vlast ne vide skupove koje je odobrila kao prijetnju i jednostavno ih ignorira. Iz tog razloga, svi nastupi Pussy Riota bili su ilegalni i koristili su javni prostor. U intervjuu za BBC tijekom proba dan prije nastupa u Katedrali Krista Spasitelja, članice benda su tvrdile da samo živopisne, nezakonite radnje izazivaju pozornost medija. U intervjuu za Slate u proljeće 2018. tijekom prve turneje po Sjevernoj Americi, Tolokonikova je izjavila da je ekonomska nejednakost „veliko pitanje za Pussy Riot", ističući da je takva nejednakost bila značajna karakteristika i ruskog i američkog društva, te da rasprava o nejednakosti nije u glavnom političkom diskursu niti u SAD-u, niti u Europi.

### Feminizam
Jedan od razloga osnivanja grupe je i potreba za protestom protiv vladine politike diskriminiranja žena zbog zakona o ograničavanju prava na legalan i dostupan pobačaj. Prema Tolokonikovoj, Pussy Riot je bio „dio globalnog antikapitalističkog pokreta koji se sastoji od anarhista, trockistkinja, feministica i autonomaša." U intervjuu iz veljače 2012. za časopis Vice, članica Pussy Riot „Serafima" navela je svoje glavne feminističke utjecaje kao Simone de Beauvoir, Andrea Dworkin, Emmeline Pankhurst, Shulamith Firestone, Kate Millett, Rosi Braidotti i Judith Butler.
Pussy Riot su sebe doživljavale kao feminističke umjetnice pod utjecajem pokreta riot grrrl, glazbenih grupa kao što su Bikini Kill, Oi!, Cockney Rejects i pisaca, aktivista i umjetnika poput Alexandre Kollontai, Judith Butler, Karen Finley, Simone de Beauvoir i Vladimira Bukovskog. Mediji su često propuštali značenje feminizma Pussy Riot; njihov kulturni kontekst bio je znatno drugačiji od zapadnog feminizma. Prema Elianni Kan u American Readeru, feminizam Pussy Riot usredotočio se na represiju autoritarnim režimima koji su stvarali idealizirane ideje seksizma, seksa i obiteljskog života. Pussy Riot je nastojala istaknuti da je feminizam u Rusiji još uvijek problem i da postfeminizam nije razvijen. Potrebno je prepoznati ruski kulturni kontekst i promatrati feminističke predodžbe drugačije od onih u zapadnom feminizmu, jer je u mjestima kao što su Sjedinjene Države feminizam evoluirao u opća „ženska pitanja", dok u Rusiji to nije bio slučaj. U Rusiji se na feminizam gledalo kao na nešto „što bi moglo uništiti Rusiju", kako je rekao Kirill, poglavar Ruske pravoslavne crkve.
Članice Pussy Riota otvoreno su podržavale LGBT prava, a u intervjuu iz 2012. godine potvrdile su da imaju barem jednu pripadnicu seksualnih manjina. I Tolokonikova i Samučević sudjelovale su na zabranjenom skupu Gay Pridea 2011. godine u Moskvi, a nakratko su bili privedene nakon što je skup prekinula policija. U intervjuu iz 2018. Tolokonikova je govorila o važnosti transrodnih prava za bend, objašnjavajući da je odbacila rodni esencijalizam i navodeći  „vjerujemo da zapravo ne morate imati vaginu ili klitoris da biste bili žena, a to što imaš klitoris ne čini te nužno ženom. . Uvijek govorimo da svatko može biti u Pussy Riotu, i stvarno to mislimo."

## U popularnoj kulturi
- Članice Pussy Riota Nadežda Tolokonikova i Marija Aljokina pojavile su se u seriji Kuća od karata, u 3. epizodi 3. sezone, glumeći same sebe. Epizoda također sadrži snimke koncerta Pussy Riot.[38][39]
- Nadežda Tolokonikova pojavila se u filmu "Volim te i to me čini Bogom" umjetnika Fawn Rogersa .[40]
- Godine 2016. norveški tekstopisac Moddi objavio je obradu na engleskom pjesme Pussy Riot "Punk Prayer" na svom albumu Unsongs.[41]
- Originalna Netflixova serija Ruska lutka uključila je pjesmu "Orgulje" u 7. epizodi.